# Diplom-Is
Diplom-Is er et norsk datterselskab af TINE, der producerer is til de skandinaviske markeder.
De producerer og markedsfører en række forskellige isprodukter – dels egne produkter og dels på licens for udenlandske virksomheder.
I 2005 blev der produceret 51,1 millioner liter is af de 622 ansatte, hvilket gav en omsætning på 1,154 milliarder norske kroner.

## Historie
Melkeforsyningen overtog i 1930 et mindre mejeri i Oslo, der producerede is. Efterfølgende valgte man kontinuerligt at udvide produktionen, indtil man i 1947 udskilte produktionen til en ny fabrik kaldet Tønsberg-Meierienes Fellesfabrikk A/L. I 1951 blev Meierienes Iskremforening stiftet for at koordinere mejeriernes isproduktion. I denne forbindelse anvendte alle foreningens medlemmer varemærket Diplom-Is til deres produkter.
Denne ordning varede i ca. 40 år, hvor en del mejerier gennemgik fusioner, mens andre måtte lukke. Således i 1991 gik isproducenterne sammen for at stifte Norsk Iskrem BA, der så anvendte Diplom-Is som sit varemærke. Denne konstruktion varede 11 år indtil man i 2002 ændrede både navn og selskabsform til det nuværende Diplom-Is AS. Diplom-Is danske del blev i 2010 solgt til Frisko/Unilever